# 루나파크

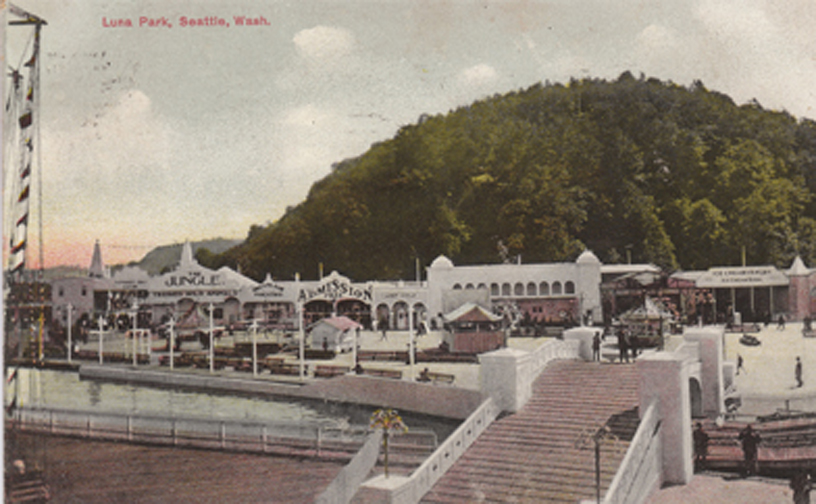
시애틀 루나파크 입구 다리의 엽서 사진

루나파크(Luna Park)는 현재 운영 중이거나 파산한 놀이공원 수십 곳을 가리키는 이름이다. 이 놀이공원들은 대형 뉴욕 코니아일랜드 파크의 전성기 시절인 1903년에 개장한 루나파크의 뒤를 잇거나 기반을 두고 있다.

## 역사
코니아일랜드에 위치한 오리지널 루나파크는 1903년 프레드릭 톰슨과 엘머 "스킵" 던디에 의해 개장되었다. 이 공원의 이름은 이 새로운 공원의 핵심 어트랙션 어 트립 투 더 문의 일부인 비행선 "루나"(Luna)의 이름 또는 던디의 동생의 이름을 따서 가져온 것이었다. 루나 파크는 부분적으로는 시 라이언 파크 지대 위에 지어진 대형 어트랙션이자 코니아일랜드의 최초의 둘러막힌 놀이공원이었으나 주변의 스티플체이스 파크와의 경쟁으로 인해 문을 닫고 말았다.
오늘날 루나파크(lunapark)는 여러 유럽 언어에서 "놀이공원"을 의미한다.